# Chlorops nigripedalis
Chlorops nigripedalis är en tvåvingeart som beskrevs av Cherian 1971. Chlorops nigripedalis ingår i släktet Chlorops och familjen fritflugor. Inga underarter finns listade i Catalogue of Life.